# Biohazard (película)
Biohazard es una película de terror de ciencia ficción de 1985 dirigida por Fred Olen Ray y protagonizada por Aldo Ray y Angelique Pettyjohn.
Es una película de terror de bajo presupuesto inspirada en la exitosa película Alien de 1979.

## Sinopsis
La historia gira en torno a unos científicos que realizan experimentos para transferir materia desde otras dimensiones en un remoto laboratorio de investigación situado en el desierto. Sin embargo, las cosas se tuercen cuando se abre un contenedor que alberga una criatura de otra dimensión, lo que provoca la liberación de una serie de monstruos que comienzan a causar estragos y a matar gente.
El protagonista de la película es Mitchell Carter, un oficial del ejército encargado de localizar y acabar con los monstruos. Se une a Lisa Martyn, una médium que ha participado en los experimentos llevados a cabo por el Dr. Williams. A medida que avanza la historia, se revela que uno de los personajes principales es en realidad uno de los monstruos, lo que añade un giro a la trama.
La criatura alienígena enana (Christopher Ray, el hijo de ocho años del director) se representa como un ser negro parecido a un reptil con grandes caparazones de escarabajo adheridos a él. Se embarca en una ola de asesinatos, llegando incluso a atacar un póster del icónico personaje E.T. de la película del mismo nombre. Además, se menciona una criatura parecida a una serpiente que emerge del contenedor, pero que finalmente es asesinada por Carter.

## Reparto
- Aldo Ray como General Randolph
- Angelique Pettyjohn como Lisa Martyn
- William Fair como Mitchell Carter
- David O'Hara como Reiger (acreditada como David Pearson)
- Frank McDonald como Mike Hodgson
- Art Payton como Dr. Williams (acreditada como Arthur Payton)
- Charles Roth como Jack Murphy
- Carroll Borland como Rula Murphy
- Richard Hench como Roger
- Loren Crabtree como Jenny
- George Randall como Dumpster Man
- Brad Arrington como Chambers
- Ray Lawrence como Mayfield
- Robert King como Sheriff Miller

## Producción
La criatura fue interpretada por Christopher Olen Ray, hijo del director Fred Olen Ray. Ray decidió hacer al alienígena más pequeño, ya que quería ir en contra de las expectativas del público de que un monstruo grande fuera una amenaza y, en su lugar, presentar algo que pudiera esconderse y salir de espacios reducidos con mayor facilidad.
Inicialmente, la financiación corrió a cargo de la productora Eastern Hemisphere, de Kenneth Hartford, pero durante la producción Eastern Hemisphere quebró, dejando al equipo en la estacada, ya que las responsabilidades financieras recayeron sobre el director Ray. Afortunadamente, esto ocurrió justo cuando comenzaba el MIFED Film Market, y Ray llevó las imágenes rodadas para mostrárselas a posibles inversores. Consiguió obtener una financiación mayor que la que habían tenido anteriormente de los inversores europeos.
La película se rodó en el valle de San Fernando, donde Ray no disfrutó del rodaje, ya que la zona a menudo no cooperaba con su calendario de rodaje y, en más de una ocasión, la policía intentó detener la producción a pesar de que contaban con los permisos necesarios.